# Storia di Piera
Storia di Piera (prt: História de Piera; bra: A História de Piera ou A Estória de Piera) é um filme ítalo-francês de 1983, do gênero drama romântico-biográfico, dirigido por Marco Ferreri, com roteiro baseado na autobiografia de Piera Degli Esposti, que coescreveu o roteiro.

## Elenco
- Isabelle Huppert.... Piera
- Hanna Schygulla.... Eugenia
- Marcello Mastroianni.... Lorenzo
- Angelo Infanti.... Tito / Giasone
- Tanya Lopert.... Elide
- Bettina Grühn.... Piera criançac
- Renato Cecchetto
- Maurizio Donadoni.... Massimo

## Prêmios e indicações
| Prêmio                  | Categoria                        | Recipiente           | Resultado |
| ----------------------- | -------------------------------- | -------------------- | --------- |
| Festival de Cannes 1983 | Prêmio de interpretação feminina | Hanna Schygulla      | Venceu    |
| Festival de Cannes 1983 | Palma de Ouro (melhor filme)     | Marco Ferreri (dir.) | Indicado  |